# پیچند مارس ۲۰۲۰ آمریکا
از شب دوم تا صبح سوم مارس دست کم ۱۳ پیچند در میانه ایالت تنسی اصابت کرد. یکی از پیچندها به شهر نشویل و دیگری بین بردفرد و اسکال بون اصابت کرد. در اثر این رخداد دست کم ۲۵ تن کشته و بیش از ۱۵۰ تن زخمی شدند.